# The Moment After 2 - Ritorno alla vita
The Moment After 2 - Ritorno alla vita (The Moment After 2: The Awakening) è un film di genere religioso, seguito di The Moment After - Sparizioni misteriose uscito nel 2006 negli Stati Uniti d'America, uscito a fine agosto 2010 in Italia e diretto da Wes Llewellyn. La trama tratta di quanto successo a due agenti dell'FBI dopo il Rapimento della Chiesa nel primo film. Il film è stato distribuito dalla Sony.

## Trama
Dopo essere sfuggito alla prigione del governo globale, l'agente dell'FBI Adam Riley raggiunge il suo mentore e amico Jacob Krause, leader del movimento "The Way", e il suo piccolo gruppo di cristiani. Sono a malapena a conoscenza del desiderio generale di vederli distrutti.
Il capo dell'alleanza globale, il comandante Fredricks ha costretto Charles Baker, il collega di Adam, a scovarli con una retata guidata dal capitano Jackson.
Mentre gli eventi si susseguono in un esplosivo confronto, tutti saranno costretti ad aprire gli occhi al vero combattimento per le loro anime.